# Języki mundajskie

Mapa języków austroazjatyckich; języki munda zaznaczono kolorem żółtym

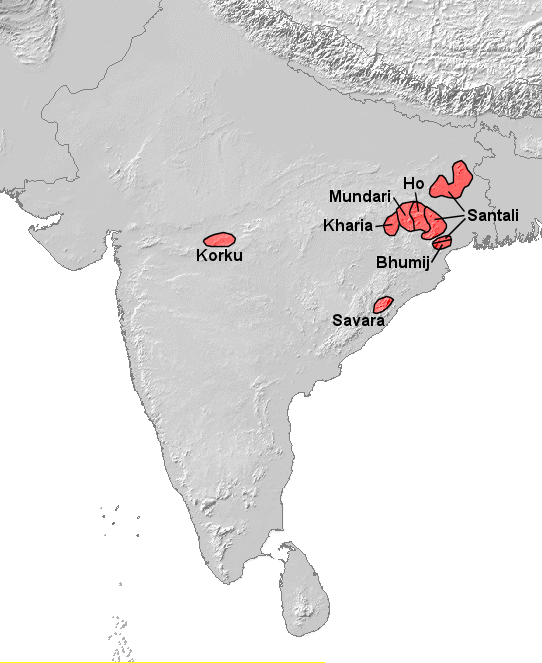
Podział języków mundajskich

Języki mundajskie, także munda lub języki kolaryjskie – grupa językowa skupiająca języki używane przez około 9 mln ludzi w środkowych i wschodnich Indiach i w Bangladeszu. Tworzą jednostkę systematyczną języków austroazjatyckich, zazwyczaj umieszczanych obok języków mon-khmerskich, a więc są spokrewnione z takimi językami Azji Południowo-Wschodniej, jak wietnamskim i khmerskim. Pochodzenie języków mundajskich jest nieznane, choć zazwyczaj przyjmuje się, że są to języki autochtoniczne i że ich kolebka znajduje się we wschodnich Indiach. Głównymi językami rodziny są języki santali, mundari i ho. Wywarły wpływ na inne języki subkontynentu – w tym języki indoaryjskie i drawidyjskie, same również ulegając ich silnym wpływom.
Rodzinę zazwyczaj dzieli się na dwie podrodziny: północnomundajską, języki której używane są na płaskowyżu Ćhota Nagpur w stanach Jharkhand, Chhattisgarh, Bengal i Orisa, oraz południowomundajskie, używane w środku stanu Orisa i wzdłuż granicy tegoż z Andhra Pradesh.
Użytkownicy języków północnomundajskich, z których najczęściej używanym językiem jest santali, stanowią dziewięćdziesiąt procent wszystkich użytkowników. Po santali, mundari i ho – pod względem liczby użytkowników – są korku i sora. Pozostałe języki mundajskie są używane w małych, odizolowanych społecznościach i są słabo znane.
Cechami charakterystycznymi języków mundajskich są: trzy liczby (pojedyncza, podwójna i mnoga), dwa rodzaje (ożywiony i nieożywiony), inkluzywny i ekskluzywny zaimek pierwszej osoby oraz używanie zarówno zrostków, jak i czasowników pomocniczych do wyrażenia czasu. W mundajskim systemie dźwiękowym, sekwencje spółgłosek są rzadkie, z wyjątkiem środków wyrazu. Oprócz języka korku, gdzie istnieje rozróżnienie między wysokim a niskim tonem, akcent jest przewidywalny.

## Klasyfikacja

### KlasyfikacjaGérarda Difflotha(z 1974)
Poniższa dwuczęściowa klasyfikacja Difflotha (1974) jest najczęściej cytowaną.
Języki mundajskie
- północnomundajskie
  - korku
  - cherwaryjskie
    - grupa cherwari: agarija, bidżori, koraku
    - grupa mundari: mundari, bhumidż, asuri, koda, ho, birhor
    - grupa santali: santali, mahali, turi
- południowomundajskie
  - charia-juang: charia, juang
  - koraput munda
    - grupa remo: gata (ga), bondo (remo), bodo gadaba (gutob)
    - grupa savara [sora-juray-gorum] : parengi (gorum), sora (savara), juray, lodhi

### KlasyfikacjaGérarda Difflotha(z 2005)
Nowa klasyfikacja Difflotha, z 2005 roku, przedstawia nieco bardziej złożony obraz:
Języki mundajskie
- mundajskie rdzeniowe
  - północnomundyjskie

język korku
cherwar
- - chari-juang
- koraput

### KlasyfikacjaAndersona(z 2001)
W przeciwieństwie do obu klasyfikacji Difflotha, Gregory D. S. Anderson, w 2001, odrzuca grupę koraput i proponuje, na podstawie porównania morfologii, rozbicie prapołudniowomundajskiego na trzy siostrzane grupy: charia-juang, sora-gorum i gutom-remo-gta ʔ.